# Йошіда-рю
Йошіда-рю (яп. 吉田流, Yoshida-ryū) — традиційна японська школа (рюха) бойових мистецтв, заснована у період Едо. Школа належить до категорії корю будзюцу — давніх бойових систем, сформованих до реставрації Мейдзі (1868 рік). Йошіда-рю вивчає методи збройного й незбройного бою, включаючи кендзюцу (техніку меча), дзюдзюцу (техніку боротьби) та інші форми військових дисциплін.

## Історія
Засновником школи вважається Йошіда Кензабуро, самурай з провінції Хідзен, який жив у середині XVII століття. Його стиль сформувався під впливом практики кендзюцу та дзюдзюцу різних шкіл, зокрема Кіторю та Яґю-сінґан-рю. Йошіда-рю здобула популярність серед провінційних військових родів як ефективна система підготовки васалів і молодих самураїв.
У період Токуґава школа поширилася серед багатьох ханів (феодальних володінь), а її представники нерідко служили інструкторами у доменних школах бойових мистецтв (ханко).

## Особливості стилю
Йошіда-рю вирізняється такими аспектами:
- Кендзюцу: акцент на швидкі комбінації, використання як тати (довгий меч), так і кодаті (коротший меч).
- Дзюдзюцу: техніки кидків, утримань, болючих захоплень та протидії озброєному противнику.
- Хоходзюцу: техніки зв'язування противника (використовувались для затримання або транспортування).
- Сейхо: методи лікувального масажу та реабілітації, що передавались як частина повної підготовки воїна.

## Спадщина
Йошіда-рю — одна з маловідомих, але автентичних шкіл корю. Сучасні послідовники школи (переважно в Японії) прагнуть зберегти її традиції у незмінному вигляді. Частина технік Йошіда-рю вплинула на формування сучасного дзюдо, айкідо та поліцейських систем самозахисту.